# Hack (ngôn ngữ lập trình)
Hack là một ngôn ngữ lập trình cho máy ảo HipHop (HHVM), được tạo ra bởi Facebook. Đây là một ngôn ngữ lập trình nguồn mở, được cấp phép dưới dạng Giấy phép BSD.
Có thể nói Hack là một phiên bản mới của PHP mà còn có thể chạy trên HHVM, nhưng nó cho phép người lập trình có thể sử dụng cả nhập liệu kiểu tĩnh (static typing) và kiểu động (dynamic typing). Hệ thống nhập liệu này được gọi là gradual typing, thứ mà cũng được bổ sung trong một số ngôn ngữ lập trình khác như ActionScript.

## Lịch sử
Hack đã được giới thiệu và 20 tháng 3 năm 2014. Trước khi công bố ngôn ngữ lập trình mới này, Facebook đã bổ sung mã nguồn và thử nghiệm nó trên phần lớn của website của họ.